# Biggles na ostrově pašeráků
Biggles na ostrově pašeráků (v originále: Biggles Makes Ends Meet) je dobrodružná kniha o Bigglesovi od autora W. E. Johnse z roku 1957. V Česku ji vydalo nakladatelství Riopress Praha v roce 1998 jako svoji 129. publikaci.

## Děj
Komodor Raymond pověřil Bigglese úkolem, aby přišel na kloub pašování zboží (převážně zlata) v Indickém oceánu poblíž Nikobar. Veškeré informace dostali od tamního občana jménem Tidor, jehož loď byla napadena místním pašeráckým gangem. Biggles se rozhodl společně s Gingerem (měli letadlo Halifax) navštívit Tidora v jeho domě v Jápané, zatímco Algy s Bertiem (letadlo „Vydra“) se vydali na průzkum po dvou motorovém letadle (jednalo se o „Dakotu“), jak jim ho údajně popsal Tidor. Tidor jim však nic nového neřekl, a tak se spolu vydali do přístavu prohlédnout si jeho poškozenou loď, kde si je vyhledal chlapík, který si nechal říkat Hrabě. Ten je okamžitě varoval, že Tidor je sám pašerák a že se svým kšeftem, jak se říká, vstoupil do zelí jeho gangu. Tidor však měl nad nimi jistou výhodu v podobě dokumentů, které gang usvědčoval z pašování. Tidorovi muži je ale při rozhovoru s Hrabětem sledovali a po jeho dokončení Bigglese s Gingerem nazpět odvedli k Tidorovi. Ten se nakonec Bigglesovi přiznal, že už nějaký čas pašuje zlato a že gang, se kterým soupeří, vede muž, který si nechá říkat Plukovník. Než však stačil povědět místo, na kterém má Plukovník základnu, byl zabit ze tmy vrženým nožem.
V propuknutém zmatku se podařilo Bigglesovi s Gingerem uniknout a po přistání na letišti Kutaradja jim místní vedoucí leteckého provozu Vandershon sdělil, že jejich přílet měl hlásit posádce Dakoty. I když to Vandershon na Bigglesovo požádání neudělal, tak Dakota na letiště stejně přilétla a bylo jasné, že zde na letišti má gang své agenty. Biggles však na ně vyzrál a po jejich odletu se s Gingerem vydal na letiště do Kuala Lumpur, kde se setkali s Algym a Bertiem. Později je na letišti svou návštěvou poctil sám Plukovník s Hrabětem a navrhl Bigglesovi, aby pro něho pracoval. Nepochodili a tak znova odlétli. Biggles pověřil Bertieho aby ve své Vydře Dakotu sledoval a sám se vydal se svým Halifaxem do Singapuru, kde o všem poslal zprávu Raymondovi. Bertie sledoval Dakotu do Kutaradji, kde přerušil Plukovníkův soukromý rozhovor s Vandershonem. Bertie před nimi hrál hloupého a díky tomu Plukovník raději odlétl. Bertie je opět sledoval, až k jejich tajné základně, kde ho místní ochrana v podobě japonské stihačky Nakadžima donutila přistát. Bertieho však díky své hře na hloupého neodhalili a tak se mohl spokojeně vrátit za ostatními.
Poté, co se Biggles dozvěděl od místních pilotů o tom, že Vandershon byl pobodán, rozhodl se rychle jednat. Nepochyboval o tom, že útočníkem byl Vandershonův celník, který se mu nakonec pod nátlakem přiznal. Po jeho zatčení, o které se už postaral jistý pan Jurgens, potájí přistáli na Plukovníkově ostrově, jehož součástí bylo letiště a přístav se třemi loděmi: džunka, arabská plachetnice a plukovníkova jachta. Gingerovi se podařilo přeříznutím lan jachtu uvěznit na mělčině, zatímco plachetnice s džunkou odpluli na širé moře těsně před blížící se bouřkou. Biggles společně s Bertiem a Gingerem zůstali na ostrově, mezitím co Algy byl kvůli bouři donucen odletět. Bouře však Bigglesově skupině také pomohla, protože o odlet z ostrova se pokusil Hrabě s pilotem Dakoty, avšak ten se bouře zalekl a při pokusu o opětovné přistání narazil do stojící Nakajimi a oba stroje shořeli. Druhý den ráno po bouři nalezli na břehu zbytky z arabské plachetnice, jimž činila převážně těla námořníků a náklady opia. Poté byli zaskočeni, když na ostrov přilétla jiná Dakota, která přivezla Algyho k výslechu. Biggles ho ale společně s Betiem dokázali osvobodit, mezitím co Ginger uletěl z ostrova na oné Dakotě. Bertiemu se navíc podařilo zapálit Plukovníkův sklad paliva společně s jeho jachtou. O zatčení Plukovníkova gangu se nakonec postaral Raymondem pověřený generál Cotter se svými muži, jejichž letadla („Globmastery“) na ostrov navedl Ginger ve své Vydře, ke které se dostal v Kutaradje.

## Postavy
- James „Biggles“ Bigglesworth
- Algernon „Algy“ Lacey
- Ginger Hebblethwaite
- Betram „Bertie“ Lissie
- Plukovník Black
- Hrabě
- Vandershon
- celník
- generál Cotter
- komodor Raymond
- Mitsubu – pilot Dakoty
- pan Tidore
- Carwell – důstojník letové kontroly v Jápané
- pan Jurgens

## Letadla
- Handley Page Halifax
- Supermarine Sea Otter – Vydra
- Douglas DC-2 – Dakota
- Nakadžima Ki-84 – Nakadžima
- Douglas C-124 Globemaster II